# فلاديمير بيستشاستنيخ
فلاديمير بيستشاستنخ (بالروسية: Владимир Евгеньевич Бесчастных)‏، من مواليد 1 أبريل 1974 في موسكو، لاعب كرة قدم روسي.
لعب في طوال مسيرته الكروية مع عدة أندية وهي، نادي سبارتاك موسكو نادي فيردر بريمن ونادي ريسنغ سانتاندر ونادي فنربغشة ونادي كوبان كرانسنودار ونادي أورل ونادي خميكي.
و قد لعب مع منتخب روسيا لكرة القدم 71 مباراة دولية وسجل 26 هدف، وهو الهداف التاريخي في المنتخب.

## روابط خارجية
- فلاديمير بيستشاستنيخ على موقع اتحاد تركيا (لاعب) (الإنجليزية)
- فلاديمير بيستشاستنيخ على موقع قاعدة بيانات كرة القدم.إي يو (الإنجليزية)
- فلاديمير بيستشاستنيخ على موقع ناشيونال فوتبول تيمز (الإنجليزية)
- فلاديمير بيستشاستنيخ على موقع عالم كرة القدم.نت (الإنجليزية)